# Estación de Villarrubia de Córdoba
Villarrubia de Córdoba es una estación de ferrocarril situada en el municipio español de Córdoba, en la provincia de Córdoba (Andalucía). La estación presta servicio a la barriada de Villarubia, situada a varios kilómetros del casco urbano cordobés, y está enlazada por trenes de Media Distancia.  

## Situación ferroviaria
Las instalaciones se encuentran situadas en el punto kilométrico 453,7 de la línea de ancho ibérico Alcázar de San Juan-Cádiz, entre las estaciones de Almodóvar del Río y de El Higuerón. El tramo es de vía única y está electrificado.

## Historia
La estación fue abierta al tráfico en 1859 como apeadero ferroviario tras la puesta en marcha del tramo Lora del Río-Córdoba de la línea que pretendía unir Córdoba con Sevilla. Las obras y la explotación inicial de la concesión corrieron a cargo de la Compañía del Ferrocarril de Córdoba a Sevilla que se constituyó a tal efecto. En 1875, MZA compró la compañía para unir la presente línea al trazado Madrid-Córdoba logrando unir así Madrid con Sevilla.
La estación se dedicó principalmente al tráfico de mercancías, permaneciendo el transporte de personas en segundo plano. De hecho, durante los primeros años de funcionamiento, el tráfico diario de viajeros quedó relegado a un tren por sentido en la relación Córdoba-Sevilla, que realizaba el trayecto a Sevilla en cuatro horas y a la capital cordobesa en media. No obstante, esta situación cambió tras la compra de la línea por MZA, que comenzó a ofrecer servicio de viajeros a toda la red exceptuando las líneas de Madrid a Zaragoza y Valladolid a Ariza. En 1932, se abrió un enlace desde el apeadero hasta la Azucarera de Villarrubia, empresa que tuvo gran relevancia dentro del tejido industrial cordobés hasta su cierre en 1995.
En 1941 la nacionalización de ferrocarril en España supuso la integración de la línea en la recién creada RENFE.
Desde el 31 de diciembre de 2004 Renfe Operadora explota la línea mientras que Adif es la titular de las instalaciones ferroviarias.
El 29 de octubre de 2018, tras una serie de reformas previas, la estación pasó a formar parte de la línea 75 de Media Distancia, que conecta la barriada con el centro de la ciudad y el Campus Universitario de Rabanales, entre otros lugares. A pesar de cubrir un servicio de cercanías, el servicio está catalogado como Media Distancia ya que la ciudad carece de red de Cercanías.